# Charles de Belgique
Charles Théodore Antoine Meinrad de Belgique, comte de Flandre, né le 10 octobre 1903 à Bruxelles et mort le 1er juin 1983 à Ostende, est le second fils du roi Albert Ier et d'Élisabeth en Bavière. Il est régent du royaume de Belgique du 20 septembre 1944 au 20 juillet 1950, alors que son frère aîné, le roi Léopold III, reste dans l'impossibilité de régner en raison de la polémique sur son comportement pendant la Seconde Guerre mondiale.

## Biographie

### Jeunesse

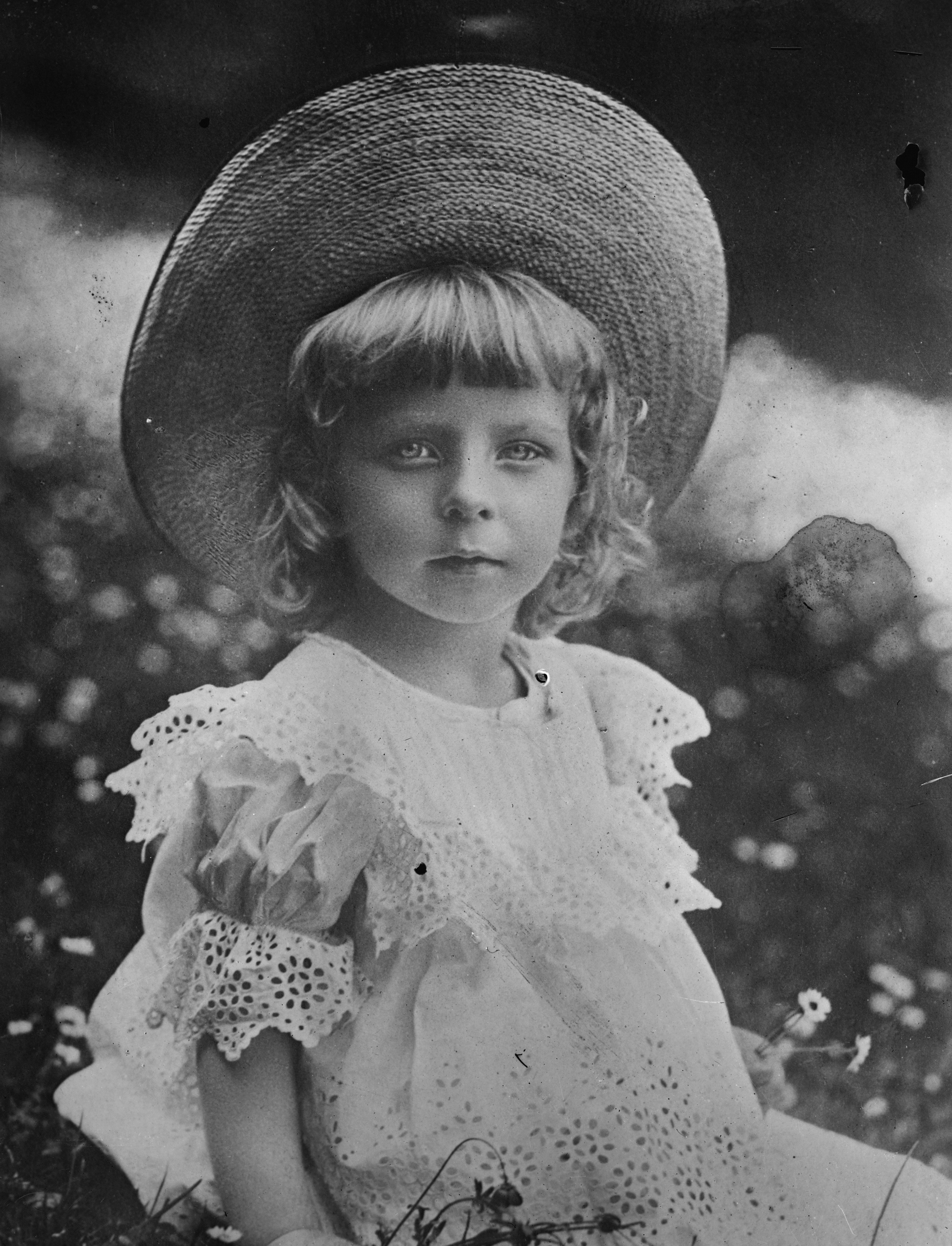
Photographie, de Charles de Belgique, comte de Flandre, début des années 1900 (vers 1905-06?)

Charles Théodore Henri Antoine Meinrad, prince de Belgique, duc de Saxe, prince de Saxe-Cobourg-Gotha, naît le 10 octobre 1903 au palais du marquis d'Assche à Bruxelles. Il est le second fils du roi Albert Ier de Belgique et de la reine Élisabeth. Il porte le prénom de son grand-père maternel, le duc Charles-Théodore en Bavière. Il a un frère aîné, le roi Léopold III, et a une sœur, laquelle deviendra par mariage la reine Marie-José d'Italie. En 1910, il est fait comte de Flandre par son père (titre qui précède désormais celui de prince de Belgique).
Lors de l'invasion de la Belgique par les Allemands en août 1914, les trois enfants du couple royal sont envoyés en Angleterre où ils séjournent durant toute la Première Guerre mondiale, y poursuivant des études, alors que le roi Albert Ier et la reine Élisabeth restent en Belgique avec l'armée belge qui continue à combattre. Le prince Charles entreprend ensuite sa formation militaire dans la Royal Navy jusqu'en 1926, année où il rentre en Belgique.
En 1917, les Alliés lui proposent le trône de Grèce laissé libre après le départ du roi Constantin Ier jugé trop germanophile, mais son père refuse cette offre.
Dans les années 1930, le prince Charles commence à constituer son domaine de Raversyde à la côte belge et restaure l'aile gauche du château de Laeken à Bruxelles. Il apparaît lors de certaines cérémonies protocolaires. 
En 1935, la reine Astrid, l'épouse de son frère, le roi Léopold III, est tuée dans un accident de voiture en Suisse.

### Pendant la guerre
En 1940, le prince Charles participe à la campagne des dix-huit jours : il visite les postes de commandement et fait rapport chaque soir à Léopold III et à ses généraux. Il approuve la capitulation de l'armée belge décidée par son frère, mais leurs opinions divergent ensuite : Charles est anglophile, tandis que l'entourage de Léopold conseille l'expectative vis-à-vis des alliés.
De 1940 à 1944, Charles vit dans les appartements de l'aile gauche du château de Laeken et son frère, qui se remarie en 1941 avec Lilian Baels, dans l'aile droite. Le palais est entouré d'une garde allemande, les deux frères étant en résidence surveillée, ainsi que la reine mère Élisabeth. Cette surveillance n’empêche cependant pas le prince de passer de nombreux séjours au château de Brugelette chez Robert Goffinet, son mentor et homme de confiance. 
Pour bien apprécier la situation qui sera celle du prince Charles après la guerre, lorsqu'il sera prince régent, il faut connaître la politique du gouvernement belge libre exilé à Londres. Pendant toute la guerre, ce gouvernement, privé par la force des événements du contreseing du roi, prend collégialement toutes ses décisions en attendant de soumettre sa politique au parlement dès que possible, et ce en application de la constitution qui prévoit une telle procédure dans le cas d'empêchement royal. Il s'agit, pour ce gouvernement, d'acquérir une crédibilité auprès des Alliés par un effort de guerre sérieux. Réunissant les énergies de Belges qui ont pu fuir l'occupation allemande du pays, le gouvernement — libéré de l'approbation royale — s'engage dans une politique qui renonce à la neutralité que le roi avait voulu défendre jusqu'au bout, mais que l'agression allemande a rendue caduque. 
La Belgique libre s'engage donc dans la guerre aérienne avec 29 pilotes dans la bataille d'Angleterre puis, par la participation de trois escadrilles belges dans la Royal Air Force, la reconstitution d'une force armée belge en Grande-Bretagne, les victoires belges de la campagne d'Abyssinie et l'important effort économique du Congo belge avec, notamment, grâce à la marine marchande qui a échappé aux Allemands, les livraisons d'uranium et de diverses matières premières dans le cadre des accords belgo-américains de 1941. Ce dernier aspect de la politique de guerre des Belges libres est rendu possible par le maintien du Congo belge sous l'autorité exclusive du gouvernement, bien que, au moment de la reddition, le roi se soit montré partisan d'une neutralisation du domaine colonial belge. 
On a su, depuis, que Léopold III essayait de protéger le Congo d'une mainmise anglaise qui aurait pu être perpétrée en profitant de l'effacement politique de la Belgique. En effet, le roi savait, par ses relations dans la noblesse anglaise, que le Premier ministre britannique Chamberlain avait échafaudé, à la fin de 1938, un projet de partager le Congo belge avec l'Allemagne pour apaiser les appétits impérialistes d'Hitler. C'était la continuation, au détriment de la Belgique, d'une part, de l'esprit colonial britannique qui avait exproprié les Allemands de toutes leurs colonies après la Grande guerre et, d'autre part, de l'esprit des accords de Munich par lesquels la France et le Royaume-Uni avaient cédé à l'Allemagne la Tchécoslovaquie croyant sauver la paix. C'était bafouer la souveraineté belge.
Aussi, plutôt qu'une neutralisation illusoire, le passage du Congo sous l'autorité exclusive du gouvernement belge en exil à Londres mit-il fin à toute tentative étrangère de s'approprier le domaine africain de la Belgique, d'autant plus que les forces coloniales belges appuyaient victorieusement les troupes britanniques dans la campagne d'Abyssinie, d'abord avec la reddition italienne à Asosa devant les troupes du lieutenant-général Auguste-Edouard Gilliaert et du colonel Edmond Van der Mersch suivie des combats de Gambela et de la Bortaï couronnés par la victoire de Saïo. Ainsi, après la défaite de 1940, la Belgique s'affirmait à nouveau comme puissance autonome. Voulant profiter de cette situation, le gouvernement tenta de renouer des contacts avec le roi Léopold et son frère Charles vivant au château de Laeken, à Bruxelles, sous surveillance allemande. 
On ne peut que supputer les suites qu'auraient pu avoir ces tentatives. En effet, un émissaire clandestin du gouvernement, le propre beau-frère du premier ministre Pierlot, qui était parvenu clandestinement jusqu'à Bruxelles pour y rencontrer le roi et son frère, fut arrêté par les Allemands au cours de son voyage de retour vers Londres et fusillé. Le gouvernement persévéra cependant dans sa volonté d'imposer sa légitimité en Belgique occupée, nouant progressivement des contacts avec l'armée secrète, un important mouvement de résistance parmi d'autres qui sont nés spontanément dans la clandestinité.
Le fonctionnement du gouvernement belge à Londres, avec son administration de fonctionnaires belges réfugiés, est financé, comme l'ensemble de l'effort de guerre belge sur divers théâtres d'opérations, par l'or du Congo et la partie du trésor belge qui a pu être évacuée aux États-Unis, ainsi qu'avec les avances sur les payements dus par l'Amérique pour les fournitures belges de guerre en provenance du Congo (céréales, caoutchouc et minerais stratégiques dont, notamment, l'uranium). Tout cela va avoir des répercussions, à la libération, sur les relations entre le gouvernement et le roi qui n'a pu, évidemment, pendant quatre ans, donner ses avis ni apporter son appui — ou son opposition éventuelle — aux divers aspects de la politique gouvernementale.

### Régent
Alors que le roi Léopold III et sa famille avaient été emmenés en Allemagne par les Allemands le 9 juin 1944, le prince Charles se cachait dans une petite ferme de Sart-lez-Spa. En septembre 1944, la Belgique est libérée par les Alliés avec la participation d'une unité belge, alors que le roi est prisonnier on ne sait où en Allemagne. Dans cette situation, il est nécessaire de pourvoir à la vacance du pouvoir royal afin de compléter le pouvoir exécutif dont le roi est partie intégrante. 
Dès septembre 1944, le gouvernement va demander l'aval du parlement pour sa politique durant quatre ans et demi et, dans la foulée, décide de proposer de confier la régence à Charles. Les parlementaires, réunis pour la première fois depuis le 10 mai 1940, sont 264 sur 369. Parmi les absents, certains sont prisonniers en Allemagne, quelques-uns résident dans la partie du pays non encore libérée, d'autres encore, des collaborateurs de l'ennemi, sont en fuite et aussi, on le saura à l'heure des bilans, des morts pour faits de guerre : 217 votes se portent sur le frère du roi, 47 s'abstiennent. Le prince Charles prête alors le serment constitutionnel de régent et entre en fonction le 20 septembre 1944. Il sauve ainsi le régime monarchique décapité par l'absence du roi et, en même temps, il avalise l'approbation donnée par le parlement à la politique menée par le gouvernement en exil durant toute la guerre. Dès lors, Charles va exercer les prérogatives royales jusqu'au retour du roi Léopold III en Belgique le 20 juillet 1950.
Dès la fin de 1944, alors que la régence de Charles vient de commencer, le testament politique du roi Léopold — que celui-ci avait confié à des personnes sûres quand il comprit qu'il allait être déporté — est porté à la connaissance du nouveau gouvernement Pierlot qui vient d'avoir la confiance du parlement, le premier ministre se succédant à lui-même après les quatre ans du gouvernement de Londres. La publication de ce testament révèle que ce gouvernement est critiqué par le roi qui fait des réserves sur les accords commerciaux conclus dans le cadre de l'effort de guerre et demande des excuses aux ministres partis à Londres après l'avoir, dit-il, insulté pour avoir voulu rester en Belgique.
C'est le début de la question royale qui oppose les partisans et les opposants du retour du roi resté en exil depuis sa libération par l'armée américaine en 1945. Du fait de cette crise qui oppose la gauche hostile au roi à une partie de la droite encline à chercher un modus vivendi, le parlement reporte à plusieurs reprises la levée de l'impossibilité de régner née quand le roi avait été fait prisonnier. Cette question mêlée aux luttes politiques crée une instabilité gouvernementale que le prince régent, qui exerce pleinement le rôle de chef de l'État dans toutes ses prérogatives, s'efforce de conjurer en patronnant des gouvernements de coalition rouge-romaines, c'est-à-dire formés par les socialistes et les sociaux chrétiens. 
Malgré cette évolution politique difficile de la Belgique, le régime constitutionnel fonctionne et le régent se place dans la continuité de l'action du gouvernement de guerre. C'est ainsi que, le 28 décembre 1944, il signe l'arrêté-loi instaurant la sécurité sociale élaborée par le gouvernement en exil, de même qu'il fait ratifier la fondation du Benelux, union économique belgo-néerlando-luxembourgeoise négociée à Londres. 
Sous le règne du prince régent la Belgique retrouve un rôle international en participant à la fondation de l'ONU en 1945, la séance de fondation étant présidée par le ministre belge des Affaires étrangères Paul-Henri Spaak, qui avait exercé sa fonction sans discontinuer depuis 1939 et durant toute la guerre dans le gouvernement libre. Ensuite, ce sera la fondation du Conseil de l'Europe en 1949, après l'OTAN en 1948. L'affiliation de la Belgique à ce traité entraîne un important réarmement de l'armée belge sous la pression de la guerre froide. L'armée va d'ailleurs occuper en Allemagne un créneau de l'OTAN, zone militaire qui s'étend de la frontière belge au rideau de fer. La Belgique est la seule dans ce cas parmi les petites puissances qui avaient été agressées par l'Allemagne en 1940. 
L'accord du régent est acquis à cette politique qui n'aurait pas été possible sans son contreseing. C'est ce qui va engendrer un différend avec le roi installé dans son exil forcé en Suisse. Celui-ci doit attendre que l'impossibilité de régner — dans laquelle il s'était mis en restant au pays en 1940 — soit éventuellement levée par le Parlement. Après des entrevues orageuses en 1945-46 avec le régent et avec des ministres belges, comme le premier ministre Achille Van Acker, le roi Léopold se montre hostile à son frère qu'il estime trop complaisant envers la politique des divers gouvernements belges, et, surtout, en avalisant la politique du gouvernement en exil à Londres. 
C'est ainsi que, dès son entrée en fonction, le régent a couvert les accords économiques avec les Alliés qui avaient contribué au développement économique du Congo, imposé la Belgique parmi les nations alliées et favorisé le retour rapide à la prospérité dès 1946. Mais aussi, durant tout son interrègne, il approuve l'engagement belge dans le camp occidental, mettant fin à la politique de neutralité devenue définitivement obsolète dans une guerre froide qui englobe le monde. Dans ce contexte, le prestige du prince régent Charles est grand dans la population. 
Aussi, Léopold III suspecte-il son frère de vouloir le remplacer définitivement en faisant les quatre volontés des États-Unis, leaders de l'Occident. Le roi n'ignore pas les critiques américaines et anglaises quant à son comportement en 1940 et il voit dans la politique de son frère et des gouvernements belges d'après guerre un reniement de l'ombrageuse fierté et de la méfiance qu'il avait affichées avant la guerre à l'égard des États étrangers.
En 1950, après un référendum populaire favorable à 56 % au maintien du roi dans ses fonctions, le retour de celui-ci à Bruxelles se heurte à des mouvements d'opposition qui contestent la décision royale de rester en Belgique en 1940. Voulant éviter que les événements dégénèrent en des violences qui commencent à se manifester dès son arrivée, le roi cède le trône à son fils aîné, le prince Baudouin, qui prête serment en tant que régent, avec le titre de prince royal le 10 août 1950, pour devenir roi des Belges à 21 ans en juillet 1951.

### Retour à la vie privée
Le prince Charles se retire alors dans son domaine de Raversyde (près d'Ostende). Lui et son frère ont rompu tout contact et le prince se consacre à la peinture sous le nom de Karel van Vlaanderen (Charles de Flandre). Il organise une vingtaine d'expositions à partir de 1973 et, en 1981, il renonce définitivement à la dotation que lui accordait le Parlement, car il ne remplissait plus aucune activité officielle depuis la fin de sa Régence.
Les dernières années de sa vie furent marquées par des procès l'opposant à d'anciens conseillers financiers qui l'avaient, d'après lui, escroqué et ruiné. Il introduisit alors la demande de renouveler la dotation en sa faveur.
L'État, sur proposition de la ville d'Ostende, rachète en 1981 le domaine de Raversyde où la province de la Flandre-Occidentale créera après sa mort un mémorial Prince-Charles.
Il meurt le 1er juin 1983 à l'hôpital d'Ostende et a droit, une semaine plus tard, à des funérailles nationales à Bruxelles, marquées par l'absence du roi Léopold III et de l'épouse de celui-ci, la princesse Lilian de Belgique, avec lesquels il ne se réconcilia jamais. Le prince Charles est inhumé auprès de ses ancêtres dans la crypte royale de l'église Notre-Dame de Laeken, à Bruxelles.

## Actes d'état civil

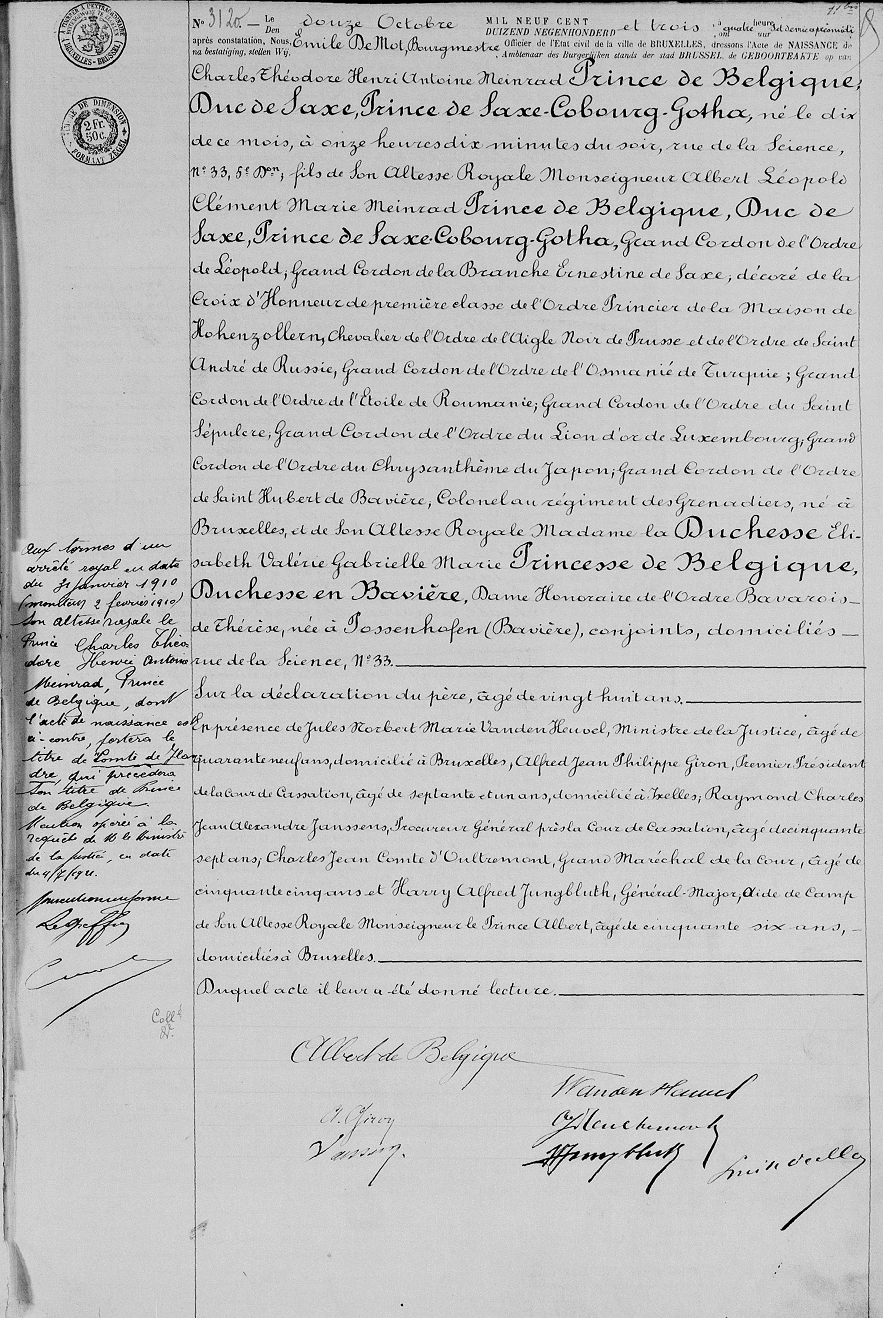
Acte de naissance du prince Charles, comte de Flandre.

### Liaisons
Aucune épouse n'a accompagné le prince en sa dernière demeure, car il était resté célibataire. Cependant, au moment de son décès, il fut confirmé à un cercle restreint que le comte de Flandre était le père d'une fille naturelle, du nom d'Isabelle Wybo, née en 1939 d'une liaison avec Jacqueline Wehrli, la fille d'un boulanger de Bruxelles. Son existence était en grande partie inconnue du grand public jusqu'à ce qu'une biographie du prince soit publiée en 2003. Isabelle Wybo a fait une apparition officielle avec son petit-cousin le prince Laurent en 2012.
Durant la seconde guerre mondiale, Charles rencontre Jacqueline Peyrebrune qui œuvrait aux côtés de la résistance. Leur liaison continua après la guerre, mais elle était déjà mariée. Cependant, le 14 septembre 1977, les deux amants se marient à l'église Saint-Pierre de Paris. Il s'agit d'un mariage strictement religieux. On ne dispose d'aucune photo de la cérémonie montrant le prince et la mariée. L'attestation a été délivrée par le célébrant, le père Carcelino Carrera avec le père Alfred Keller de l'église Saint-Pierre de Montrouge, à Paris. Bénédiction ou sacrement, si, pour l’Église, il ne s'agit nullement de la même chose, pour la loi belge le mariage religieux doit être précédé d'un mariage civil, le seul reconnu légalement.
Ce n'était pas le cas, mais, pour Jacqueline Peyrebrune, la loi divine l'emporte sur les lois humaines et, chaque année, à l'anniversaire de la mort du prince, elle a fait déposer une gerbe sur sa tombe, en la crypte royale de l'église Notre-Dame de Laeken, à Bruxelles, où sont inhumés les membres de la maison de Belgique. La gerbe portait ces mots : « À mon cher époux ».

## Décorations
- Belgique :
  -  Grand cordon de l'ordre de Léopold.
  -  Chevalier grand-croix de l'ordre de l'Étoile africaine.
- Chevalier grand-croix de l'ordre du Nuage et de la Bannière, (république de Chine).
- Chevalier grand-croix de la Légion d'honneur, (France)
- Chevalier grand-croix de l'ordre du Sauveur, (Grèce)
- Chevalier grand-croix avec chaîne dans l'ordre royal de Victoria, (Royaume-Uni)
- Chevalier grand-croix dans l'ordre suprême de la Très Sainte Annonciade, (Italie, 1922[7])
- Chevalier grand-croix dans l'ordre du Lion d'or de la maison de Nassau, (Luxembourg)
- Chevalier grand-croix de l'ordre de Malte
- Chevalier grand-croix de l'ordre du Lion néerlandais, (Pays-Bas)
- Chevalier grand-croix de l'ordre de Saint-Olaf, (Norvège)
- Chevalier grand-croix de l'ordre de Carol Ier, (Roumanie)
- Grand-croix avec collier dans l'ordre de Charles III, (Espagne)
- Chevalier grand-croix de l'ordre équestre du Saint-Sépulcre de Jérusalem, (Saint-Siège)
- Commandant en chef de la Legion of Merit, (États-Unis)
- Chevalier de l'ordre des Séraphins, (Suède)
- Chevalier grand-croix de l'ordre du Christ, (Portugal)
- Chevalier grand-croix de l'ordre de la Tour et de l'Épée, (Portugal)

## Documentaire
- Charles, le Prince oublié : série documentaire en 4 épisodes réaliser par Adrien Pinet et Pascale Tison en 2020[8].